# Doxey
Doxey is een civil parish in het bestuurlijke gebied Stafford, in het Engelse graafschap Staffordshire met 2.500 inwoners.